# Cabañas (Sierra de Cazorla)
El cerro Cabañas es una elevación montañosa situada entre las sierras de Quesada y del Pozo, al sur del parque natural de la Sierra de Cazorla, Segura y Las Villas, en la provincia de Jaén. Su altitud es de 2027 metros, y constituye la máxima elevación de la Sierra del Pozo.
El Cerro Cabañas se encuentra casi en el centro de una alineación montañosa (sierra del Pozo) que va desde el Cerro de Cuenca hasta el Calar de Juana, destacando en la misma cuerda otras cotas como el Puntal del Buitre, con 2007 metros de altitud, Pico del Águila con 1985 m s. n. m. y la Sarteneja, con 1807 m s. n. m. Debido a su elevación y situación, representa un inmejorable punto de observación del Embalse de la Bolera y el Alto Guadalentín, la Sierra de la Cabrilla, Empanadas 2107 m s. n. m., Cabrilla Alta 2078 m, Cabrilla Baja 2048 m y Tornajos 2033 m, constituyen las mayores elevaciones del parque natural. Hacia el oeste las vistas son bastante más limitadas, destacando al suroeste las distintas montañas que componen la Cuerda del Rayal (Rayal 1831 m, Picón del Guante 1931 m y Aguilón del Loco 1956 m). En su cumbre se sitúa una caseta de vigilancia de incendios.
Robles Zaragoza identifica esta montaña con el Monte Ebla de los árabes, citando un texto según el cual "el Río (Guadalquivir) nace en la falda del Monte Ebla", siendo así que Cabañas es el monte más alto de la zona en la que nace el Guadalquivir. Al parecer, Ebla es una derivación de Iblis, nombre propio de Satán en árabe, por lo cual para los árabes Cabañas era La Montaña del Diablo, el Trono de Satán.

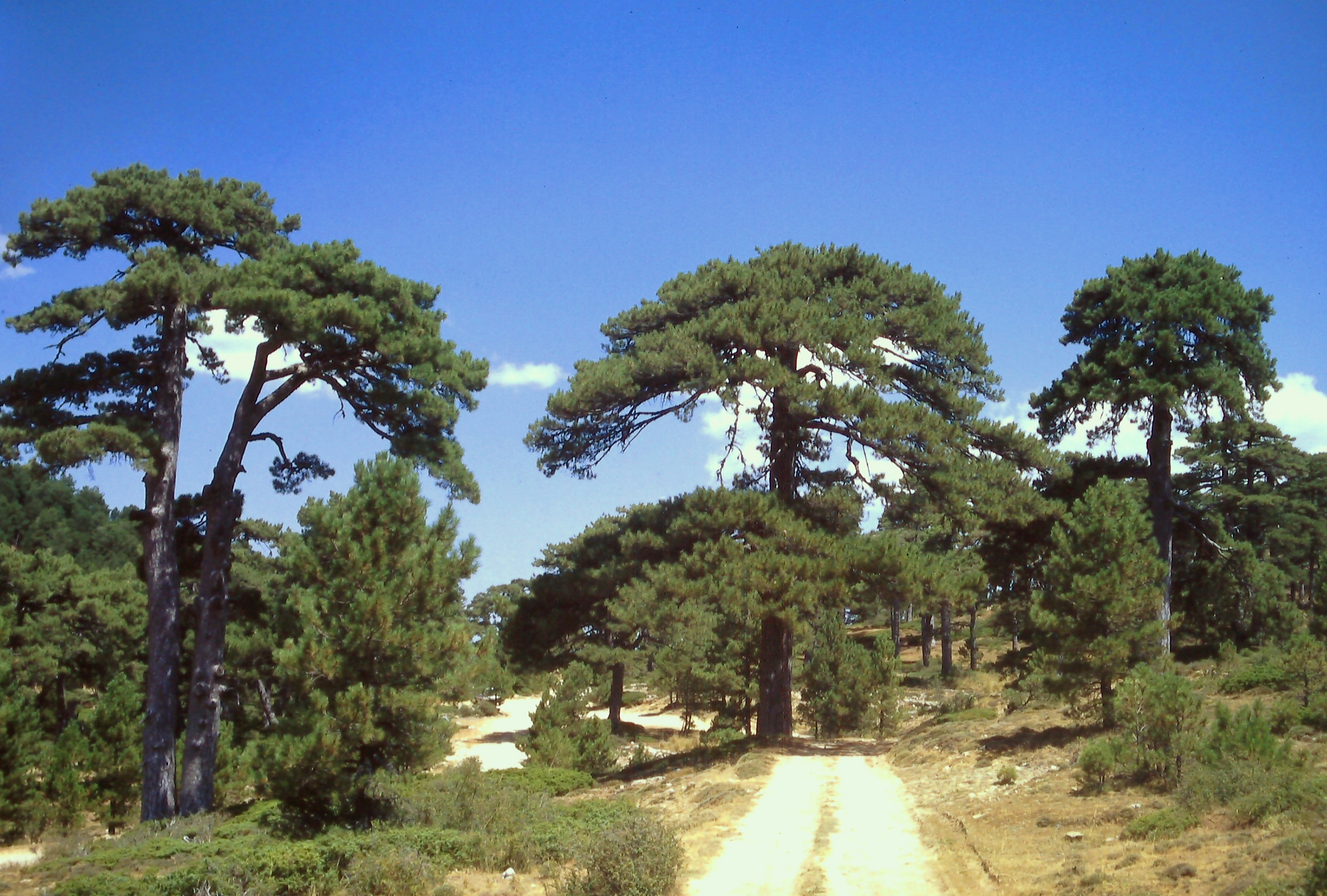
Pinares de Pinus nigra en Puerto Llano

Ecológicamente se trata de una montaña de gran importancia, tanto por los pinares de Pinus nigra que alberga en sus faldas, entre los que se cuentan algunos de los pinos más longevos de Europa occidental (concretamente en la localidad de Puerto Llano, situada a unos 1800 metros de altitud, en la falda oeste de este cerro), con cerca de mil años de edad, como por la gran cantidad de especies vegetales endémicas, entre las que destacan Erodium astragaloides (alfilerillos), Erodium cazorlanum (erodio de Cazorla), Viola cazorlensis (Violeta de Cazorla) o Aquilegia pyrenaica ssp. cazorlensis (aguileña de Cazorla). También es importante por albergar una de las escasísimas poblaciones españolas de Euonymus latifolius (bonetero de hoja ancha).